# Cuca (folklore brésilien)
 (octobre 2023).
 (octobre 2023).
La mise en forme du texte ne suit pas les recommandations de Wikipédia : il faut le « wikifier ».
Les points d'amélioration suivants sont les cas les plus fréquents :
- Les titres sont pré-formatés par le logiciel. Ils ne sont ni en capitales, ni en gras.
- Le texte ne doit pas être écrit en capitales (les noms de famille non plus), ni en gras, ni en italique, ni en « petit »…
- Le gras n'est utilisé que pour surligner le titre de l'article dans l'introduction, une seule fois.
- L'italique est rarement utilisé : mots en langue étrangère, titres d'œuvres, noms de bateaux, etc.
- Les citations ne sont pas en italique mais en corps de texte normal. Elles sont entourées par des guillemets français : « et ».
- Les listes à puces sont à éviter, des paragraphes rédigés étant largement préférés. Les tableaux sont à réserver à la présentation de données structurées (résultats, etc.).
- Les appels de note de bas de page (petits chiffres en exposant, introduits par l'outil «  Source ») sont à placer entre la fin de phrase et le point final[comme ça].
- Les liens internes (vers d'autres articles de Wikipédia) sont à choisir avec parcimonie. Créez des liens vers des articles approfondissant le sujet. Les termes génériques sans rapport avec le sujet sont à éviter, ainsi que les répétitions de liens vers un même terme.
- Les liens externes sont à placer uniquement dans une section « Liens externes », à la fin de l'article. Ces liens sont à choisir avec parcimonie suivant les règles définies. Si un lien sert de source à l'article, son insertion dans le texte est à faire par les notes de bas de page.
- La présentation des références doit suivre les conventions bibliographiques. Il est recommandé d'utiliser les modèles {{Ouvrage}}, {{Chapitre}}, {{Article}}, {{Lien web}} et/ou {{Bibliographie}}. Le mode d'édition visuel peut mettre en forme automatiquement les références.
- Insérer une infobox (cadre d'informations à droite) n'est pas obligatoire pour parachever la mise en page.

Pour une aide détaillée, merci de consulter Aide:Wikification.
Si vous pensez que ces points ont été résolus, vous pouvez retirer ce bandeau et améliorer la mise en forme d'un autre article.
Pour les articles homonymes, voir Cuca.
La Cuca est l'un des principaux personnages du folklore brésilien. Elle est décrite comme une sorcière qui kidnappe les enfants et qui peut prendre la forme d'une vieille femme ou d'une sorcière à tête d'alligator. Cette légende dérive de celle de la Coca (ou Coco) du folklore ibérique, une tradition qui a vraisemblablement été introduite au Brésil au moment de la colonisation.
Comme tous les mythes, la légende de la Cuca possède de nombreuses variantes. Ainsi, selon certaines de ces traditions, une nouvelle Cuca émergerait d'un œuf tous les 1 000 ans. La précédente Cuca se transformerait alors en un oiseau au chant triste, tandis que la nouvelle remplirait son rôle, occasionnant plus de mal que la précédente.
Au Brésil, la Cuca a été popularisée par le livre "O Saci" (1921), de Monteiro Lobato. C'est par ailleurs la seule œuvre de l'écrivain dans laquelle elle apparaît. Elle y est décrite comme une "horrible sorcière", dotée d'une ouïe très fine, "vieille comme le temps", vivant dans une grotte dans la forêt et ne dormant qu'une nuit tous les sept ans. Selon le livre, la Cuca a « un visage comme un alligator et des griffes sur ses doigts comme les faucons ».
Dans le livre pour enfants « A Cuca : Contos do Folclore Sombrio » de Marcelo de Lima Lessa, sorti en 2019, la Cuca est décrite comme une sorcière, une « vieille femme perverse aux dents pourries et au discours compliqué », qui kidnappe des enfants.
Dans son livre "Géographie des mythes brésiliens", Luís da Câmara Cascudo (1898-1986) dit que la Cuca est un mythe d'origine portugaise lié à Santa Coca, personnage apparaissant dans les processions de la province du Minho, au Portugal. Toujours dans le Minho, "cuca" est le nom populaire d'un type de citrouille qui était généralement percé des contours des yeux et de la bouche, et à l'intérieur duquel était placée une bougie allumée (de la même manière que ce qui se fait lors de l'Halloween américain). Une autre origine possible serait le « Farricoco », un personnage issu du folklore de l'Algarve, également au Portugal. » 

## Dans la culture populaire

### Dans le filmO Saci
La Cuca fut porté à l'écran pour la première fois en 1951 dans un film intitulé  O Saci  , basé sur l'œuvre de Monteiro Lobato, dans lequel le personnage était joué par un homme, l'acteur Mário Meneguelli. Contrairement à la façon dont elle est décrite dans le livre, la Cuca n'est pas représentée dans le film avec une tête d'alligator, mais comme une vieille sorcière vêtue de noir.

### À la télévision
Dans les deux séries adaptatées de l’œuvre de Monteiro Lobato produites par Rede Globo, cinq costumes différents ont été utilisés pour la Cuca. La plupart du temps, avec un corps d'alligator, sauf lors de la saison de 2007, a cours de laquelle le personnage est incarné sans masque par Solange Couto.
Dans la version de 1977, la Cuca, interprétée par l'actrice Dorinha Duval, était une poupée alligator vert foncé, avec des rayures colorées sur le ventre et de longs cheveux blonds.
À partir de 2001, elle a commencé à être représentée vêtue d'une robe rouge avec une cape qui ressemblait à la tenue portée par la belle-mère de Blanche-Neige.
Au cours de la saison 2003, la Cuca avait des cheveux plus longs et plus lâches et un nouveau look jaune et vert.
En 2005, le personnage subit de nouveaux changements : elle grossit et acquiert une forme qui ressemble à la version de 1977, mais sans les rayures colorées sur le ventre et avec de petits yeux rouges
Le dernier changement apporté au costume de Cuca a eu lieu en 2007. Contrairement à toutes les adaptations télévisées précédentes, la Cuca n'était cette fois plus un alligator, mais une sorcière jouée par l'actrice Solange Couto avec du maquillage sur le visage, des dents pointues et portant une combinaison verte.
Fait intéressant, en 2008, certaines parties des costumes de la Cuca de 2001 et 2005 utilisés par Rede Globo, ont été réutilisés dans la pièce Sítio do Picapau Amarelo - O Musical, mise en scène par Roberto Talma. Ce dernier  qui avait également été le réalisateur de la première saison de la série de 2001. Dans la pièce, la tête et le visage de la Cuca de 2005 ont été utilisés avec le corps et la robe rouge de 2001, fusionnant les deux versions en une seule.

### Sur Netflix
Le 5 février 2021 sort La Cité invisible, une série originale brésilienne produite par Netflix et créée par le réalisateur Carlos Saldanha. Dans l'intrigue, la Cuca est interprétée par l'actrice Alessandra Negrini et occupe une position de leader par rapport aux autres personnages folkloriques représentés.
Contrairement aux représentations classiques dans la série la Cuca s'appelle Inês, possède une forme humaine et est capable de se transformer en un ou plusieurs papillons. Elle est en outre capable d'entrer dans l'esprit des gens et de découvrir leurs traumatismes passés.

### Images
- Première version de Cuca, interprétée par Mário Meneguelli en 1951
- Cuca de 1977 à 1986
- Cuca de 2001 et 2002
- Cuca de 2003 et 2004
- Cuca de 2005 et 2006
- Cuca 2007
- Cours de cinéma environnemental (CUCA) à l'UFRJ Macaé. www.cuca.bio.br
- Version pour la pièce "Sítio do Picapau Amarelo - O Musical", réalisée avec le corps de Cuca de 2001 et la tête de 2005
- Série brésilienne «La Cité invisible », interprétée par Alessandra Negrini en 2021

## Voir également
- Folklore brésilien
- Saci
- Curupira
- Corpo-seco